# Parachute doré (chanson)
Pistes de Écoutez d'où ma peine vient
8 m2 Sidi Ferouch
Parachute doré est une chanson d'Alain Souchon, écrite par Alain Souchon et David McNeil et composée par Alain Souchon et son fils Pierre Souchon sortie en 2008 sur l'album Écoutez d'où ma peine vient. Il fait alors l'objet d'un single de promotion. Elle est également présente sur l'album live Alain Souchon est chanteur sorti en 2010.

## Présentation
C'est dans le contexte de la Crise financière mondiale de 2007-2008 qu'Alain Souchon décide d'écrire cette chanson pour dénoncer les abus et les excès de la haute-finance et des grandes entreprises. Comme son titre l'indique, elle dénonce en particulier le parachute doré, cette prime de départ prévu fixe les indemnités versées lors d'une éviction à la suite d'un licenciement, d'une restructuration, d'une fusion avec une autre société ou même lors d'un départ programmé de l'intéressé et qui peut atteindre parfois plusieurs millions.

## Classement
| Pays                | Meilleure position |
| ------------------- | ------------------ |
| Belgique (Wallonie) | 39                 |